# Yukatéčtina
Yukatéčtina, též yukatécká mayština či poněkud nepřesně pouze mayština (endonymum maayaʼ tʼàan, doslova „běžný jazyk“), je mayský jazyk používaný na poloostrově Yucatán – jeho areál zahrnuje mexické státy Campeche, Yucatán a Quintana Roo a severní Belize. V současné době má jazyk kolem 800 tisíc mluvčích, což z něj dělá třetí nejpoužívanější mayský jazyk hned po jazycích qʼeqchiʼ a  kʼicheʼ.

## Zařazení
Yukatéčtina je řazena mezi yukatécké jazyky, větev mayských jazyků oddělivší se od zbytku skupiny již kolem roku 1500 př. n. l. Mimo ni sem patří ještě tři další jazyky – itzaʼ, lacandon a mopan. První dva nepřesahují hranice jednoho tisíce mluvčích, druhým hovoří cca 13 tisíc lidí. Ze své jazykové skupiny je tedy yukatéčtina jednoznačně nejvýznamnější.

## Současný stav
I přes nevelký počet mluvčích se yukatéčtina těší relativně velkému užívání v médiích a populární kultuře. Vysílají v ní (mimo španělštinu a jazyk chʼol) tři rozhlasové stanice spadající pod Národní institut domorodých národů, každá za jeden ze tří yucatánských států – XEXPUJ-AM (Xpujil, Campeche), XENKA-AM (Felipe Carrillo Puerto, Quintana Roo) a XEPET-AM (Peto, Yucatán).
V roce 2006 byl do kin uveden film Apocalypto, režírovaný Melem Gibsonem, v němž byla jako jediný jazyk použita právě yukatéčtina (film se totiž odehrává v předkolumbovském období v prostředí mayské civilizace). Scénář do yukatéčtiny přeložil Hilario Chi Canul, mexický jazykovědec mayské národnosti, který také vykonával funkci jazykového poradce při natáčení.

## Vzorový text

### Všeobecná deklarace lidských práv
| yukatécky | Tuláakal wíinik ku síijil jáalk'ab yetel keet u tsiikul yetel Najmal Sijnalil, beytun xan na'ata'an sijnalil yetel no'oja'anil u tuukulo', k'a'abet u bisikuba bey láaktzilil yetel tuláakal u baatzile'. |
| česky     | Všichni lidé se rodí svobodní a sobě rovní co do důstojnosti a práv. Jsou nadáni rozumem a svědomím a mají spolu jednat v duchu bratrství.                                                                |